# 台湾紀行
- 街道をゆく > 台湾紀行

『台湾紀行』（たいわんきこう）は、司馬遼太郎の紀行文集『街道をゆく』の第40巻。
週刊朝日の1993年7月2日号から1994年3月25日号に連載された。また、週刊朝日1994年5月6 - 13日号で行われた対談も掲載されている。
単行本：1994年11月発行。朝日文庫版：1997年6月1日発行。
対談・場所の悲哀 - 李登輝／司馬遼太郎